# Tomoplagia reimoseri
Tomoplagia reimoseri är en tvåvingeart som beskrevs av Friedrich Georg Hendel 1914. Tomoplagia reimoseri ingår i släktet Tomoplagia och familjen borrflugor. Inga underarter finns listade i Catalogue of Life.